# Tomb of Dracula
Tomb of Dracula (Titel der deutschen Erstveröffentlichung: Die Gruft von Graf Dracula) ist der Titel einer Comic-Serie des US-Verlags Marvel. Die Titelfigur ist Dracula aus dem Vampir-Roman von Bram Stoker nachempfunden. Die Comic-Serie stammt von den Autoren Gerry Conway, Archie Goodwin, Gardner Fox und Marv Wolfman sowie den Zeichnern Gene Colan und Tom Palmer.
Die Figur des Vampirjägers Blade hatte ihren ersten Auftritt 1973 in Ausgabe 10 der Reihe. Die Figuren Deacon Frost und Hannibal King aus der Reihe haben somit auch in den späteren Blade-Filmen Rollen.

## Inhalt
Dracula, geboren 1430 in Schäßburg, wird 1459 zu einem Vampir, als er im Zuge der türkischen Invasion von Transsilvanien auf dem Schlachtfeld schwer verwundet wird. Der Anführer des Feindheeres, Turac, bringt Dracula zu einer Zigeunerin, um ihn am Leben zu erhalten; allerdings ist diese Zigeunerin eine Vampirin, die Dracula für dessen Verfolgung ihres Volkes zu einem Wesen der Macht machte. Dracula erlangt später durch die Bestimmung des atlantäischen Zauberers Varnae die Herrschaft über alle Vampire der Erde.
Ende des 19. Jahrhunderts wird er – wie in Bram Stokers Roman beschrieben – von Menschen scheinbar vernichtet, seine Überreste werden in seinem Sarg aufbewahrt. Bald aber wird er jedoch wiederbelebt und nimmt im 20. Jahrhundert seine Aktivitäten als Vampir wieder auf. Dabei trifft er unter anderem auf „Rachel van Helsing“, die Großenkelin Abraham van Helsings, der bei Bram Stoker Draculas Gegenspieler ist. Außerdem tritt er gegen den Vampirjäger Blade, die X-Men und andere an. Schließlich werden Dracula und alle anderen Vampire auf der Erde durch einen unheiligen Zauber, die „Montesi-Formel“, erneut ausgelöscht (Doctor Strange #62). Jedoch erscheint Dracula im 21. Jahrhundert wieder auf der Erde, um seine Pläne von der Weltherrschaft der Vampire zu verwirklichen (Captain Britain and Mi-13 #9).

## Veröffentlichung
Die Comic-Serie lief von April 1972 bis August 1979 und umfasst insgesamt 70 Ausgaben. Der Titel wurde danach für eine kurzlebige Comic-Magazinserie, ebenfalls von Marvel herausgegeben, benutzt, dann aber im August 1980 endgültig eingestellt. Das Team Wolfman und Colan verließ die Marvel Comics Group kurze Zeit später und arbeitete fortan für den Konkurrenz-Verlag DC Comics.
In den 1970er Jahren wurde die Serie in Deutschland unter dem Titel Die Gruft von Graf Dracula durch den Hamburger Williams-Verlag (später Klaus Recht GmbH) herausgegeben. Von 1974 bis 1976 erschienen 33 vierfarbige Hefte. Heft Nummer 5 wurde von der „Bundesprüfstelle für jugendgefährdende Schriften“ indiziert.
Zwischen 2003 und 2006 veröffentlichte der Panini Verlag die komplette Reihe in 12 Bänden welche sowohl im Soft- wie auch Hardcover erhältlich war. 2020 erfolgte die Neuausgabe bei Panini in drei Sammelbänden.
Die Dracula-Figur der Reihe diente Marvel auch als Gegenspieler von Superhelden, wie Blade und Spider-Man, noch heute taucht sie in dieser Funktion in anderen Reihen auf.

## Fernsehfilm
1980 produzierte das japanische Studio Toei Animation den Anime-Fernsehfilm Yami no Teiō: Kyūketsuki Dracula (闇の帝王 吸血鬼ドラキュラ, dt. „Herrscher der Finsternis: Vampir Dracula“) zur Comic-Reihe. Regie führten Akinori Nagaoka und Minoru Okazaki. Der Film wurde erstmals am 19. August 1980 durch den japanischen Sender TV Asahi ausgestrahlt. Später folgten Ausstrahlungen in Nordamerika und Spanien. Der Anime wurde auch ins Französische, Spanische und Italienische übersetzt.